# Pečovská Nová Ves
Pečovská Nová Ves (deutsch selten Frauendorf, ungarisch Pécsújfalu – älter auch Péchújfalu) ist ein Ort und eine Gemeinde im Okres Sabinov des Prešovský kraj im Nordosten der Slowakei, mit 2566 Einwohnern.

## Geographie

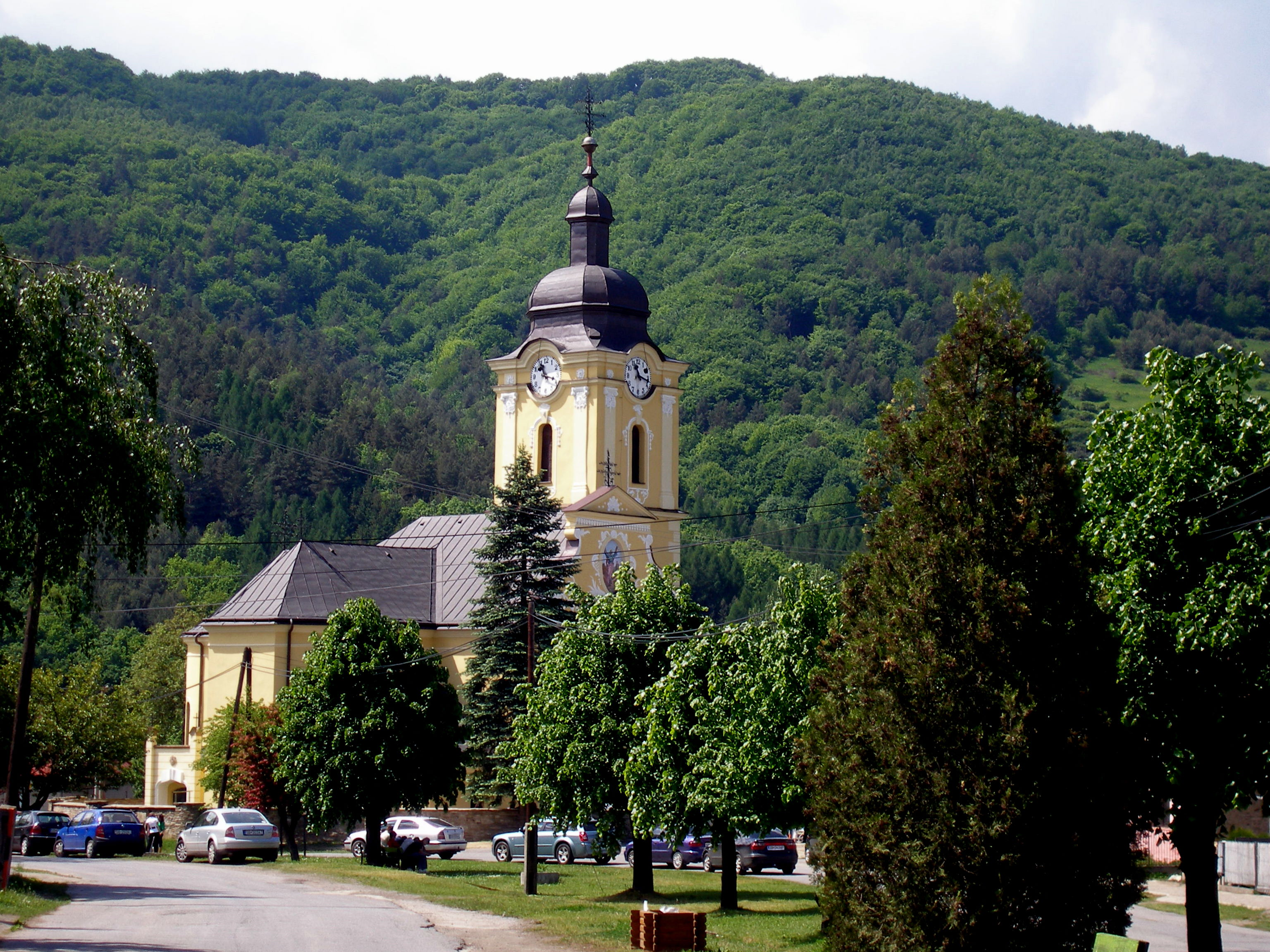
Kirche des Hl. Andreas im Ort

Die Gemeinde liegt im Tal der oberen Torysa am Fuße der Bergketten von Bachureň und Čergov. Vom Norden aus fließt der Bach Ľutinka, der im Ort in die Torysa mündet. Das Ortszentrum befindet sich auf der Höhe von 345 m n.m. Pečovská Nová Ves ist vier Kilometer von Sabinov, 25 Kilometer von Prešov und 46 Kilometer von Stará Ľubovňa entfernt.

## Geschichte
Der Ort wurde zum ersten Mal 1248 als Wyfolu erwähnt, einigen Quellen nach ist er jedoch bereits im 11. Jahrhundert gegründet worden. Er war Standort einer Zollstation, wohl durch seine Lage an der Straße nach Polen und gehörte zur Burg Scharosch, die damals im königlichen Besitz war. Im 16. Jahrhundert gelangte sie zum Besitz der habsburgtreuen Familie Péchy; seither trägt der Ort den Zusatz Pečovská/Péch.

## Bevölkerung
| Jahr                | 1994 | 2004    | 2014     | 2024    |
| ------------------- | ---- | ------- | -------- | ------- |
| Anzahl der Personen | 2122 | 2264    | 2677     | 2903    |
| Unterschied         |      | +6,69 % | +18,24 % | +8,44 % |

| Jahr                | 2023 | 2024    |
| ------------------- | ---- | ------- |
| Anzahl der Personen | 2875 | 2903    |
| Unterschied         |      | +0,97 % |